# Hakmadafack
Hakim Barkaoui, beter bekend onder zijn artiestennaam Hakmadafack soms afgekort tot Hak of Hakmfack, is een Nederlandse muziekproducent, dj en acteur.

## Levensloop
Barkaoui maakte in november 2009 zijn debuut als kindacteur als het personage Esmat in de EO-serie Verborgen Verhalen. Een jaar later speelde hij van oktober 2010 tot februari 2011 de hoofdrol van Mo in de TROS-jeugdserie De bende van Sjako.
In september 2011 maakte Barkaoui zijn debuut als muziekproducent van het nummer BKE van rappers Bokoesam en Jowy Rose. Na een lange stilte keerde Barkaoui in december 2018 terug met het nummer Risico's dat hij produceerde voor rapper 3robi. Met het nummer behaalde ze de 90e positie in de Nederlandse Single Top 100. Hierna produceerde Barkaoui meerdere nummers en werkte samen met verschillende artiesten zoals Adje, LouiVos, Eves Laurent en Frsh.
Op 26 maart 2021 stond Barkaoui centraal in het BNNVARA-muziekprogramma 101Barz, waarin verschillende rappers met zijn producties een rapsessie gaven. Op 9 april 2021 kwam Barkaoui met zijn debuut EP met de naam Bosses Don't Speak die bestond uit een totaal van acht nummers, voor dit project werkte hij samen met artiesten als Sevn Alias, Idaly, Rich Kalashh en de Engelse rappers 67 en C Biz. Een week later, op 17 april 2021, behaalde Barkaoui met dit EP de 58e positie in de Nederlandse Album Top 100.
In september 2022 sloot Barkaoui zich aan bij CTM Entertainment, na het signeren werd zijn geproduceerde nummer Jongen van de straat in samenwerking met artiesten Boef, Cor en Mula B uitgebracht. Hierna produceerde hij meerdere nummers voordat hij op 9 juni 2023 samen met rapper Geechi het album Organisch uitbracht, op het album stonden twaalf nummers en werkte ze samen met rappers als Henkie T, Bryan Mg en Yxng Le.

## Televisie
- 2009: Verborgen Verhalen, als Esmat
- 2010-2011: De bende van Sjako, als Mo
- 2022: Mocro Maffia, als handlanger

## Discografie

### EP / Album
- Bosses Don't Speak (2021)
- Organisch (2023), met Geechi

### Singles
- BKE (2011), met Bokoesam en Jowy Rose
- Risico's (2018), met 3robi
- Gvnchy (2019), met 3robi
- Dichtbij (2020), met Cor en Adje
- Damier (2020), met LouiVos en Frsh
- FIOD (2020), met Frsh en Geechi
- Waldorf (2020), met Frsh
- Hot Freestyle (2020), met Geechi
- Regular Day (2020), met Geechi, Jack, Blow, Djezja en Spens
- She belongs 2 the streets (2020), met Geechi en Blow
- Hengel (2021), met Frsh en Geechi
- Boot (2021), met Frsh, Spens en Brasco
- Plastic (2021), met Frsh en Eves Laurent
- Ambulance (2021), met Geechi en Cor
- Authentiek (2021), met 3robi en Geechi
- Topparty (2021), met Adje en Geechi
- Army (2021), met Cor
- Swining (2021), met 67
- Bosses Don't Speak (2021), met Idaly en Geechi
- Say Less (2021), met LouiVos en Frsh
- Everything (2021), met C Biz en 3robi
- Race (2021), met Cor en Rich Kalashh
- Get Paid (2021), met Sevn Alias
- Yellowtail (2022), met Geechi
- Bijna (2022), met Cor
- Champagne (Mood) (2022), met Frsh
- Ironisch (2022), met Frsh
- Zeg niks meer (2022), met Geechi en Henkie T
- Jongen van de straat (2022), met Cor, Mula B en Boef
- Intro (2023), met Geechi
- Loezoe (2023), met Geechi, Frsh, Eves Laurent, Spens en Blow
- Rondo (2023), met Geechi
- Overleven (2023), met Geechi en Idaly
- Body Callin (2023), met Geechi en Bryan Mg
- Out of stock (2023), met Geechi
- Spatte (2023), met Geechi en Brasco
- Zondes op me lijf (2023), met Geechi en Yxng Le
- Ghetto Party (2023), met Yssi SB en Jmani
- ICE (2024), met Young Ellens, ADF Samski en Adje
- Givenchy (2024), met Bigidagoe
- Mafioso (2024), met Henkie T en Eves Laurent
- Dashhh (2024), met Bartofso en Milolaathetlukken